# (1655) Comas Solá
Pour les articles homonymes, voir Comas (homonymie).
(1655) Comas Solá est un astéroïde de la ceinture principale.

## Description
(1655) Comas Solá est un astéroïde de la ceinture principale. Il fut découvert le 28 novembre 1929 à Barcelone par Josep Comas i Solà. Il présente une orbite caractérisée par un demi-grand axe de 2,78 UA, une excentricité de 0,24 et une inclinaison de 9,6° par rapport à l'écliptique.

## Nom
L'astéroïde a été nommé par l'Observatoire Fabra à la mémoire de Josep Comas Sola (1868-1937), premier directeur de l'observatoire Fabra de Barcelone, et astronome renommé, spécialiste d'astéroïdes et de comètes, depuis de nombreuses années. Parmi ses découvertes, citons la comète de période courte Comas Sola et 11 astéroïdes. Josep Comas Solà est également honoré par l'astéroïde (1102) Pepita, son surnom, et par le cratère martien de 127 kilomètres de large : Comas Sola (cratère) (en).

## Compléments